# Gobierno Regional de Piura
El Gobierno Regional de Piura es el órgano con personalidad jurídica de derecho público y patrimonio propio, que tiene a su cargo la administración superior del departamento de Piura, Perú, y cuyo finalidad es el desarrollo social, cultural y económico. Tiene su sede en la capital regional, la ciudad de Piura.
Está constituido por el Gobernador Regional y el consejo regional.

## Gobernador regional
El órgano ejecutivo está conformado por:
- Gobernador Regional: Luis neyra León
- Vicegobernador Regional: Quemnedy Adimary Rojas Castillo

## Gerencia regional
Desde el 1 de enero de 2019 el órgano administrativo está conformado por:
- Gerencia General Regional: Jorge Cabballos Pozo
- Gerencia Regional de Planeamiento, Presupuesto y Acondicionamiento Territorial: Roberto Martín Mogollón Bonilla
- Gerencia Regional de Desarrollo Social: José Wilmer Loayza Niña
- Gerencia Regional de Saneamiento Físico Legal de la Propiedad Rural y Estata: Joselino López Jiménez
- Gerencia Regional de Infraestructura: Luis Alberto Granda Tume
- Gerencia Regional de Desarrollo Económico: Antonio Valdiviezo Palacios
- Gerencia Regional de la Recursos Naturales y Gestión del Medio Ambiente: Juan Manuel Aguilar Hidalgo

## Consejo regional
El consejo regional es un órgano de carácter normativo, resolutivo y fiscalizador, dentro del ámbito propio de competencia del Gobierno Regional, encargado de hacer efectiva la participación de la ciudadanía regional y ejercer las atribuciones que la Ley Orgánica de Gobiernos Regionales del Perú respectiva le encomienda.
Está integrado por 11 consejeros elegidos por sufragio universal en votación directa, de cada una de las 8 provincias del departamento. Su periodo es de 4 años en sus cargos. 

### Listado de consejeros regionales[2]
| # | Provincia                                | Provincia   | Partido                                     | Consejero                             |
| - | ---------------------------------------- | ----------- | ------------------------------------------- | ------------------------------------- |
| 1 |                                          | Ayabaca     | Movimiento Independiente Fuerza Regional    | Rolando Saavedra Flores               |
| 2 |                                          | Huancabamba | Movimiento Independiente Fuerza Regional    | Jorge Alejandro Neira García          |
| 3 |                                          | Morropón    | Partido Democrático Somos Perú              | Víctor Manuel Chiroque Flores         |
| 4 |                                          | Paita       | Región para Todos                           | Félix Abelardo Maldonado Chapilliquén |
| 5 |                                          | Piura       | Región para Todos                           | José Luis Morey Requejo               |
| 5 | Movimiento Independiente Fuerza Regional | Piura       | José Antonio Lázaro García                  |                                       |
| 5 | Partido Democrático Somos Perú           | Piura       | Alfonso Llanos Flores                       |                                       |
| 6 |                                          | Sechura     | Alianza para el Progreso                    | Virgilio Laureano Ayala Jacinto       |
| 7 |                                          | Sullana     | Movimiento Regional Seguridad y Prosperidad | Leonidas Flores Neira                 |
| 7 | Región para Todos                        | Sullana     | José María Lecarnaqué Castro                |                                       |
| 8 |                                          | Talara      | Movimiento Regional Seguridad y Prosperidad | Yasser Kenneth Arámbulo Abad          |